# Варбот, Жанна Жановна
Жа́нна Жа́новна Ва́рбот (род. 15 октября 1934) — советский и российский лингвист, специалист по этимологии, словообразованию и морфонологии славянских языков. Главный научный сотрудник и заведующая Отделом этимологии и ономастики ИРЯ РАН, доктор филологических наук (1981), профессор. Член Национального комитета славистов России.
С 2016 года — ответственный редактор «Этимологического словаря славянских языков» (в 2016 году совместно с А. Ф. Журавлёвым, далее единолично). Один из авторов «Большой российской энциклопедии».

## Биография
Отец, Жан Фрицевич Варбот (латыш), работал инженером Мосэнерго, мать Евгения Валентиновна (русская) — техником-проектировщиком Водоканала. Дед по отцу был латышом из Курземе, окончил Рижскую гимназию, во время революции 1905 участвовал в беспорядках и нелегально бежал в Финляндию, потом в Германию, и окончательно осел с семьёй в Швейцарии в Женеве, работал портным.
В 1957 году окончила филологический факультет МГУ, в 1959—1962 годах в аспирантуре там же. С 1962 года работала в Секторе этимологии и ономастики ИРЯ АН СССР, участвовала в работе над ЭССЯ. В 1966 году защитила кандидатскую диссертацию «Анализ морфемной структуры соотносительных с глаголами имен, образующих этимологические гнезда» под руководством П. С. Кузнецова. В 1981 году — докторскую диссертацию «Морфонологические и словообразовательные аспекты реконструкции и этимологизации праславянской лексики».
С 1989 года — главный научный сотрудник ИРЯ. С 1997 года — ответственный редактор сборников «Этимология», издаваемых ИРЯ. В 1998—2013 годах работала на филологическом факультете МГУ.
Участница VII—XVI Международных съездов славистов (с 1973 по 2018). Член редколлегии журнала «Русский язык в научном освещении». Заместитель председателя диссертационного совета ИРЯ, член учёного совета.
Академик А. Е. Аникин назвал Варбот «одним из наиболее известных российских славистов» и писал, что «она много сделала для изучения морфонологических характеристик славянских глаголов и имен».

## Основные публикации

### Монографии
- Память славян в словах. Этимологические этюды. — М.: Институт русского языка им. В. В. Виноградова РАН, 2023. — 360 с. — ISBN 978-5-7164-1290-3.

- Исследования по русской и славянской этимологии. — М.—СПб.: Нестор-История, 2012.
- Праславянская морфонология, словообразование и этимология / Ответственный редактор О. Н. Трубачёв. — М.: Наука, 1984.
- Древнерусское именное словообразование. — М.: Наука, 1969.

### Некоторые статьи
- Словарь В. Даля и современная этимология // Русский язык в научном освещении. 2001, № 2. С. 7—13.
- О славянском родстве праславянского глагола *skočiti // Славяноведение. 2000, № 4. C. 22—24.
- О словообразовательной структуре этимологических гнёзд // Вопросы языкознания. 1967, № 4. С. 67—74.